# 烏拉圭音像製品協會
烏拉圭音像製品協會（Cámara Uruguaya del Disco）是於1960年創立的烏拉圭音樂協會。該組織屬於非營利組織，是國際唱片業協會的成員，負責製作烏拉圭音樂排行榜和唱片認證，並管理国际标准音像制品编码。

## 外部連結
- 官方网站